# Bernard Héréson
Bernard Héréson est un footballeur professionnel français, né le 8 janvier 1969 à Pointe-à-Pitre (Guadeloupe). Il évoluait en tant que défenseur ou milieu de terrain.

## Biographie
Formé en région parisienne, Bernard Héréson commence sa carrière en D2 au Stade lavallois. Il joue ensuite principalement en faveur de Lens et de Caen. 
Au total, il dispute 64 matchs en Division 1 et 88 matchs en Division 2, pour deux buts inscrits.
En 2000 il participe à Clairefontaine au stage estival de l'UNFP destiné aux joueurs sans contrat. Il rebondit ensuite à Rouen en CFA.

## Carrière
- AF Épinay-sur-Seine
- CA Romainville
- 1989-1990 :  Stade lavallois
- 1991-1993 :  Paris SG
- 1992-1993 :  RC Lens (prêt)
- 1993-1995 :  RC Lens
- 1995-1998 :  SM Caen
- 1999-2000 :  US Créteil
- 2001-2002 :  FC Rouen
- 2002-2003 :  US Sénart-Moissy

## Palmarès
- Champion de France de D2 en 1996 avec le SM Caen
- Vainqueur de la Coupe de la Ligue en 1994 avec le RC Lens